# Josef Fuchs (Radsportler)
Josef «Sepp» Fuchs (* 24. Juli 1948 in Unteriberg, Kanton Schwyz) ist ein ehemaliger Schweizer Radrennfahrer. Er war einer der erfolgreichsten Radsportler der Schweiz in den 1970er Jahren.
Seit 1968 fuhr Josef Fuchs Radrennen als Amateur, von 1971 bis 1981 als Profi. 1969 wurde er bei den Strassen-Weltmeisterschaften in Brünn Dritter im Mannschaftszeitfahren der Amateure, gemeinsam mit Walter Bürki, Bruno Hubschmid und Xaver Kurmann, und bei der WM 1971 Vize-Weltmeister in der Einerverfolgung auf der Bahn. 1972 und 1973 wurde er Schweizer Strassenmeister, 1969 Vize-Meister. In der Saison 1969 führte er die Rangliste des Schweizer Verbandes als erfolgreichster Fahrer an. Fuchs gewann in jener Saison die Meisterschaft von Zürich in der Amateurklasse. Er startete für den Verein VMC Hirslanden.
Fuchs fuhr in seiner Profizeit hauptsächlich für italienische Mannschaften und agierte als «Edelhelfer» für prominente Fahrer wie Luis Ocaña Pernía, Francesco Moser und Giuseppe Saronni, konnte sich aber auch immer weit vorne platzieren. 1981 gewann er Lüttich–Bastogne–Lüttich. Weitere Siege gelangen ihm 1971 beim Giro del Mendrisiotto, 1972 beim Giro di Toscana und 1981 beim Grand Prix di Lugano. Zehn Mal startete er bei Grand Tours. Bei der Tour de France 1975 wurde er Gesamtachter; beim Giro d’Italia 1979 belegte er ebenso wie 1980 den achten Platz in der Gesamtwertung, 1981 wurde er Fünfter. 1978 wurde er Dritter der Tour de Suisse, 1980 und 1981 jeweils Zweiter.
Als Ausgleich zum Radsport betrieb Fuchs auch Skilanglauf und wurde 1970 bei den Schweizer Meisterschaften Neunter über 50 km und Zweiter mit der Staffel von SC Einsiedeln. Später startete er auch bei «Ironman»-Wettbewerben, lief Marathon und fuhr Mountainbike-Rennen.
Nach seinem Rücktritt vom aktiven Radsport eröffnete Fuchs in Zürich ein Fahrradgeschäft, das bis 2009 existierte. Er arbeitete auch mit dem Rahmenbauer Pietro del Po zusammen.

## Ehrungen
1969 wurde Josef Fuchs gemeinsam mit Bürki, Hubschmid und Kurmann nach ihrem dritten Platz bei der Strassen-WM zur Schweizer Mannschaft des Jahres gewählt.